# Gaoual
Gaoual är en prefekturhuvudort i Guinea.   Den ligger i prefekturen Gaoual Prefecture och regionen Boke Region, i den västra delen av landet, 250 km norr om huvudstaden Conakry. Gaoual ligger 79 meter över havet och antalet invånare är 7 461.
Terrängen runt Gaoual är platt åt nordost, men åt sydväst är den kuperad. Runt Gaoual är det glesbefolkat, med 16 invånare per kvadratkilometer. Det finns inga andra samhällen i närheten. I omgivningarna runt Gaoual växer huvudsakligen savannskog.